# Шахматная олимпиада 1950
9-я олимпиада по шахматам состоялась в Дубровнике с 20 августа по 11 сентября 1950 года при участии 16 стран.
После окончания войны ФИДЕ возобновила свою деятельность. Был выбран новый президент — Ф. Рогард, но вопрос о возрождении Олимпиад был только поднят в 1948 году на XIX конгрессе ФИДЕ в Сальтшёбадене. Предложение поступило от югославского делегата, который заявил, что Шахматная федерация Югославии согласна организовать первый послевоенный «Турнир наций». Это являлось достаточно неожиданным событием, так как Югославия во время войны понесла большие материальные потери и в это время предприняла первые шаги для восстановления инфраструктуры. После оживлённой дискуссии было принято решение, что бюро ФИДЕ должно изучить предложение югославской делегации и к следующему конгрессу подготовить рекомендации.
На следующем конгрессе ФИДЕ в Париже в 1949 году снова обсуждалось предложение о возобновлении проведения Олимпиад. Особых дискуссий на этот раз не было и было принято решение, что 9-я олимпиада состоится в Югославии в 1950 году.
1950 год пришёлся на время резкого обострения отношений между СССР и Югославией. Участие в Олимпиаде в стране, которой правит «клика Тито», как принято было называть руководство Югославии, было признано невозможным, и ни СССР, ни страны «восточного блока» в соревновании не участвовали.
Шахматная федерация Югославии получила большую поддержку от государства, взявшего на себя расходы по подготовке и проведению соревнования. В самой стране многие города выразили желание провести у себя соревнование, но выбор пал на Дубровник — курорт на Адриатическом море. Из-за большого количества достопримечательностей в старинном городе Олимпиада должна была стать хорошей рекламой для туристов. Для турнира были выделены три зала в музее «Галерея искусств».
Заметно улучшился регламент: один тур в день, на каждый третий день доигрывались отложенные партии. Впервые разрешалось иметь двух, а не одного, запасных, но этим правом воспользовались далеко не все. Некоторые команды приехали вовсе вчетвером (Чили и Перу). По сравнению с прошлыми Олимпиадами в составах команд произошли заметные изменения. М. Найдорф выступавший до войны за команду Польши на этот раз возглавлял сборную Аргентины. 63-летний С. Тартаковер, самый старый участник Олимпиады, выступавший также за сборную Польши, представлял на этом соревновании Францию (во время войны он участвовал во французском движении Сопротивления); начиная с 1930 года он не пропустил ни одной Олимпиады. Единственная женщина на турнире — Ш. Шоде де Силан выступала за Францию. Состав сборной Швеции почти полностью сменился. Г. Штальберг ещё не вернулся из Аргентины и в соревновании не участвовал.
Уже с первых туров было заметно, что команды, не имеющие в своём составе громких имён, компенсировали это дружной игрой. Начиная с пятого тура хозяева соревнования ушли в отрыв. В трёх матчах (5—7 туры) они отдали только пол-очка и после седьмого тура возглавляли таблицу с 23½ очками, вторые аргентинцы — 20 очков. Во второй половине турнира борьба обострилась. В 8-м туре команда Югославии не смогла выиграть у команды Австрии, матч закончился вничью. А шедшие за ней команды Аргентины и США победили со счётом 4 : 0, Бельгию и Норвегию. Матч команд Югославии и США в следующем туре привлёк такое большое количество зрителей, что «Галерея искусств» не смогла их вместить. Незадолго до этого радиоматч на 10 досках закончился в пользу Югославии (11½ : 8½). А этот выявить победителя не смог. Победив команду Финляндии, аргентинцы вплотную приблизились к югославам, их отделяло только одно очко. Последующие два тура не внесли изменений в последовательность лидеров в таблице. В 12-м туре встретились первые две команды. Матч закончился победой Аргентины над Югославией с минимальным счётом, для последних — это было единственное поражение в турнире. Два очка отдали американцы французам, к ним вплотную, после победы над бельгийцами, приблизилась сборная ФРГ. Отрыв составлял пол-очка. Последующие два тура не очень удачно прошли для сборной США, она с минимальным счётом обыграла чилийцев и сыграла вничью с австрийцами. Сборная ФРГ же победила финнов со счётом 3 : 1 и чилийцев 2½ : 1½, перед последним туром опережала США, четырёхкратного олимпийского чемпиона, на пол-очка. Чтобы обойти югославов, аргентинцам нужна была победа с максимальным счётом над сборной Франции, и чтобы лидеры турнира набрали не более двух очков против сборной Финляндии. Но сборная Югославии уверенно победила со счётом 3 : 1, а аргентинцы смогли победить только с минимальным счётом. После тура отрыв между ФРГ и США не изменился, обе команды отдали только пол-очка.
Для сборной Югославии это была первая победа на Олимпиаде. Дебютировавший и возглавлявший команду Светозар Глигорич показал отличный результат 11 из 15 (+9 −2 =4). После этого он участвовал ещё в 14 Олимпиадах (1952—1974, 1978, 1982). Для сборной Аргентины это было 6-е выступление, и впервые она заняла призовое место.
Соревнование способствовало популяризации шахмат в стране. В центре Дубровника были установлены демонстрационные доски, и из турнирного зала по телефону передавались ходы центральных встреч. Ежедневно издавался бюллетень, который включал в себя все партии турнира.
Впервые к Олимпиаде выла выпущена серия из пяти марок. Это были одни из первых марок. До этого выпустила Болгария в 1947 году в связи с Балканскими играми, СССР в 1948 году по поводу матч-турнира на первенство мира и Венгрия в 1950 году в связи с турниром претендентов.
На олимпиаде были сыграны 480 партий.

## Регламент
- Один тур в день.
- Каждый третий день отводился целиком для доигрывания отложенных партий.
- Каждая команда могла иметь по два запасных игрока.
- Контроль 2½ часа на 40 ходов и каждый следующий час на 16 ходов.

## Сборные
| - Сборная Австрии - Сборная Аргентины - Сборная Бельгии - Сборная Греции - Сборная Дании - Сборная Италии | - Сборная Нидерландов - Сборная Норвегии - Сборная Перу - Сборная США - Сборная Финляндии | - Сборная Франции - Сборная ФРГ - Сборная Чили - Сборная Швеции - Сборная Югославии |

## Составы команд
Югославия
Глигорич, Пирц, Трифунович, Рабар, Видмар-мл., Пуц
Аргентина
Найдорф, Хул. Болбочан, Гимар, Россетто, Пильник
ФРГ
Унцикер, Шмид, Пфайффер, Рельштаб, Штаудте
США
Решевский, Г. Стейнер, Горовиц, Шейнсуит, Дж. Крамер, Эванс
Нидерланды
Эйве, ван Схелтинга, Принс, Кортлевер, Х. Крамер, Доннер
Бельгия
О’Келли, Дункельблюм, Девос, Тибо, ван Схор
Австрия
Бени, Бузек, Г. Мюллер, Палда, Ламберт
Чили
Кастильо, Флорес, Летелье, Маччони
Франция
Тартаковер, Россолимо, Юго, Кестен, Шоде де Силан, Крепо
Финляндия
Бёк, Оянен, Ниеми, Ниемеля, Хелле, Хейкинхеймо
Швеция
Шёльд, И. Юханссон, А. Бергквист, Н. Бергквист, Линдквист, Стенборг
Италия
Кастальди, Нестлер, Поррека, Джустолизи, Примавера
Дания
Поульсен, Х. Эневольдсен, Эй. Педерсен, Купферштих, Х. Нильсен
Перу
Каналь, Сумар, М. Сапата, Пинсон
Норвегия
Мюре, Вестол, Моркен, Конгсхавн, Опсаль
Греция
Мастихиадис, Панагопулос, Зографакис, Булаханис, Отонеос

## Командные результаты
| Место | Страна     | 1  | 2  | 3  | 4  | 5  | 6  | 7  | 8  | 9  | 10 | 11 | 12 | 13 | 14 | 15 | 16 |  | +  | −  | = | Очки |
| ----- | ---------- | -- | -- | -- | -- | -- | -- | -- | -- | -- | -- | -- | -- | -- | -- | -- | -- |  | -- | -- | - | ---- |
| 1     | Югославия  |    | 1½ | 3  | 2  | 2½ | 3  | 2  | 2  | 3½ | 3  | 3  | 4  | 4  | 4  | 4  | 4  |  | 11 | 1  | 3 | 45½  |
| 2     | Аргентина  | 2½ |    | 2  | 1½ | 1½ | 4  | 3  | 3  | 2½ | 2½ | 3½ | 3½ | 4  | 3½ | 3½ | 3  |  | 12 | 2  | 1 | 43½  |
| 3     | ФРГ        | 1  | 2  |    | 1½ | 3  | 2½ | 2½ | 2½ | 3  | 3  | 4  | 3  | 3  | 2  | 3½ | 4  |  | 11 | 2  | 2 | 40½  |
| 4     | США        | 2  | 2½ | 2½ |    | 2  | 2½ | 2  | 3½ | 2  | 2½ | 2½ | 3  | 3  | 2½ | 4  | 3½ |  | 11 | 0  | 4 | 40   |
| 5     | Нидерланды | 1½ | 2½ | 1  | 2  |    | 1½ | 2½ | 2½ | 2  | 2  | 2  | 3½ | 3½ | 2½ | 4  | 4  |  | 8  | 3  | 4 | 37   |
| 6     | Бельгия    | 1  | 0  | 1½ | 1½ | 2½ |    | 2½ | 2  | 2  | 3  | 3½ | 1½ | 3½ | 3  | 1½ | 3  |  | 7  | 6  | 2 | 32   |
| 7     | Австрия    | 2  | 1  | 1½ | 2  | 1½ | 1½ |    | 2½ | 2  | 1½ | 2½ | 1½ | 2  | 3  | 3½ | 3½ |  | 5  | 6  | 4 | 31½  |
| 8     | Чили       | 2  | 1  | 1½ | ½  | 1½ | 2  | 1½ |    | 2  | 2½ | 2  | 3  | 2½ | 2½ | 4  | 2  |  | 5  | 5  | 5 | 30½  |
| 9     | Франция    | ½  | 1½ | 1  | 2  | 2  | 2  | 2  | 2  |    | ½  | 1  | 2½ | 2½ | 2  | 3½ | 3½ |  | 4  | 5  | 6 | 28½  |
| 10    | Финляндия  | 1  | 1½ | 1  | 1½ | 2  | 1  | 2½ | 1½ | 3½ |    | ½  | 3  | 1½ | 2  | 3  | 2½ |  | 5  | 8  | 2 | 28   |
| 11    | Швеция     | 1  | ½  | 0  | 1½ | 2  | ½  | 1½ | 2  | 3  | 3½ |    | 1½ | 2  | 3  | 2  | 3½ |  | 4  | 7  | 4 | 27½  |
| 12    | Италия     | 0  | ½  | 1  | 1  | ½  | 2½ | 2½ | 1  | 1½ | 1  | 2½ |    | 3  | 3½ | 2  | 2½ |  | 6  | 8  | 1 | 25   |
| 13    | Дания      | 0  | 0  | 1  | 1  | ½  | ½  | 2  | 1½ | 1½ | 2½ | 2  | 1  |    | 2  | 3  | 3½ |  | 3  | 9  | 3 | 22   |
| 14    | Перу       | 0  | ½  | 2  | 1½ | 1½ | 1  | 1  | 1½ | 2  | 2  | 1  | ½  | 2  |    | 3  | 2  |  | 1  | 9  | 5 | 21½  |
| 15    | Норвегия   | 0  | ½  | ½  | 0  | 0  | 2½ | ½  | 0  | ½  | 1  | 2  | 2  | 1  | 1  |    | 3½ |  | 2  | 11 | 2 | 15   |
| 16    | Греция     | 0  | 1  | 0  | ½  | 0  | 1  | ½  | 2  | ½  | 1½ | ½  | 1½ | ½  | 2  | ½  |    |  | 0  | 13 | 2 | 12   |

## Личные результаты команд-победителей
| Югославия - С. Глигорич (+9 −2 =4) - В. Пирц (+7 −2 =5) - П. Трифунович (+8 −1 =4) - Б. Рабар (+8 −0 =2) - М. Видмар (младший) (+4 −0 =2) - С. Пуц (+1 −1 =0) | Аргентина - М. Найдорф (+8 −0 =6) - Хул. Болбочан (+9 −0 =5) - К. Гимар (+4 −2 =4) - Э. Россетто (+4 −1 =7) - Г. Пильник (+6 −1 =3) | ФРГ - В. Унцикер (+9 −1 =4) - Л. Шмид (+7 −1 =4) - Г. Пфайфер (+4 −1 =6) - Л. Рельштаб (+3 −2 =6) - Х.-Х. Штаудте (+6 −3 =3) |

## Лучшие индивидуальные результаты
- Первая доска — М. Найдорф (Аргентина) — 11 из 14 (+8 −0 =6) 
 В. Унцикер (ФРГ) — 11 из 14 (+9 −1 =4)
- Вторая доска — Ху. Болбочан (Аргентина) — 11½ из 14 (+9 −0 =5)
- Третья доска — П. Трифунович (Югославия) — 10 из 13 (+8 −1 =4)
- Четвёртая доска — Б. Рабар (Югославия) — 9 из 10 (+8 −0 =2)
- Запасной — Г. Пильник (Аргентина) — 7½ из 10 (+6 −1 =3)
- Запасной — Л. Эванс (США) — 9 из 10 (+8 −0 =2)